# Káto Potamiá (ort i Grekland, Mellersta Makedonien)
Káto Potamiá är en ort i Grekland.   Den ligger i prefekturen Nomós Kilkís och regionen Mellersta Makedonien, i den norra delen av landet, 300 km norr om huvudstaden Aten. Káto Potamiá ligger 163 meter över havet och antalet invånare är 136.
Terrängen runt Káto Potamiá är platt åt nordväst, men åt sydost är den kuperad. Runt Káto Potamiá är det ganska tätbefolkat, med 70 invånare per kvadratkilometer. Närmaste större samhälle är Kilkis, 6,5 km nordväst om Káto Potamiá. Trakten runt Káto Potamiá består till största delen av jordbruksmark.